# Beji Caid Essebsi

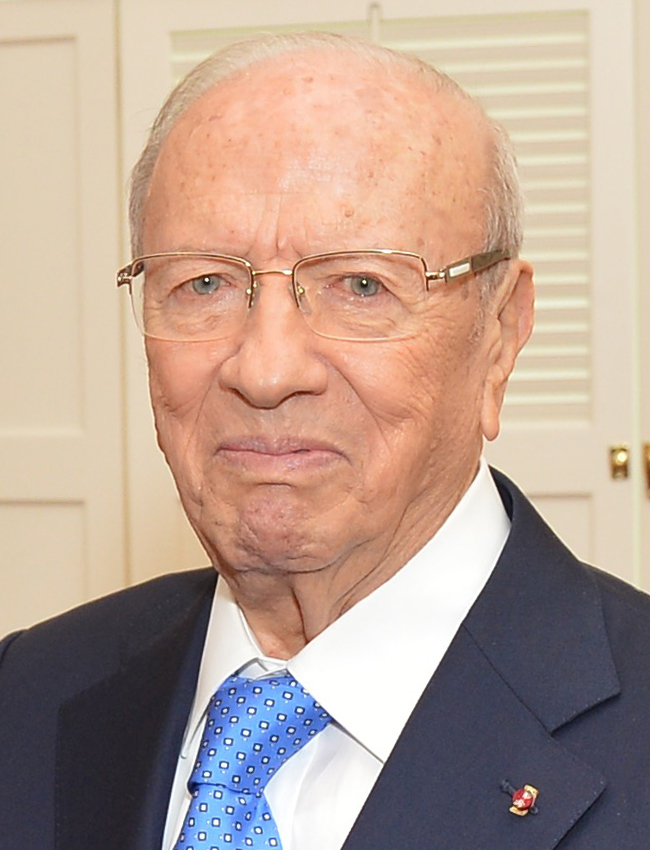
Beji Caid Essebsi (2015)

Beji Caid Essebsi (arabisch الباجي قائد السبسي al-Badschi Qa’id as-Sabsi, DMG al-Bāǧī Qāʾid as-Sabsī, französisch Béji Caïd Essebsi; * 29. November 1926 in Sidi Bou Saïd; † 25. Juli 2019 in Tunis) war ein tunesischer Politiker und vom 31. Dezember 2014 bis zu seinem Tod Präsident der Tunesischen Republik. Der Jurist diente seit der Unabhängigkeit Tunesiens von Frankreich 1956 langjährig in verschiedenen Regierungsämtern, darunter als Innen-, Verteidigungs- und Außenminister. Nach dem Sturz des Autokraten Ben Ali war er vom 27. Februar bis 24. Dezember 2011 Übergangs-Ministerpräsident des Landes. Er führte die 2012 von ihm gegründete säkular ausgerichtete Partei Nidaa Tounes bei der Parlamentswahl im Oktober 2014 zur stärksten Kraft im neuen tunesischen Parlament.

## Familie und Ausbildung

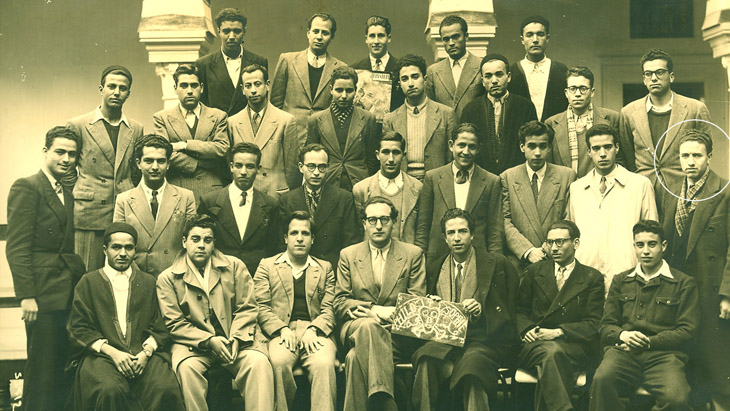
Mit seiner Abschlussklasse im Collège Sadiki (Kreis rechts)

Essebsi stammte aus einer angesehenen Familie, die zur Oberschicht der Bauern und Grundbesitzer an der tunesischen Küste in der Zeit der Beys gehörte, wie schon sein Beiname Kaid ausweist (siehe zum Familiennamen auch Sebsi). Seine Mutter, Habiba Ben Jafaar, kam aus einer ähnlich bedeutenden Familie; sie war milchverwandt mit dem ersten Vorsitzenden der Neo-Destur-Partei, Mahmoud El Materi. Sein Bruder Salaheddine (geboren 1933) ist ein bekannter Anwalt. Die Familie zog nach Hammam-Lif, wo Beji Caid Essebsi den Großteil seiner Kindheit und seines weiteren Lebens verbrachte. Er besuchte in Tunis das Collège Sadiki, das in bilingualem Unterricht die zukünftige Elite des Landes gemäß den Werten der Aufklärung und Moderne ausbildete. Daraufhin nahm er in Paris das Studium der Rechtswissenschaft auf, das er 1950 mit dem Lizenziat abschloss. Mit seiner Frau Chadlia Saida geb. Farhat (geboren am 1. August 1936), die er 1958 heiratete, hat er zwei Söhne (darunter den Politiker Hafedh) und zwei Töchter.

## Politische Karriere unter Bourguiba und Ben Ali (bis 1994)

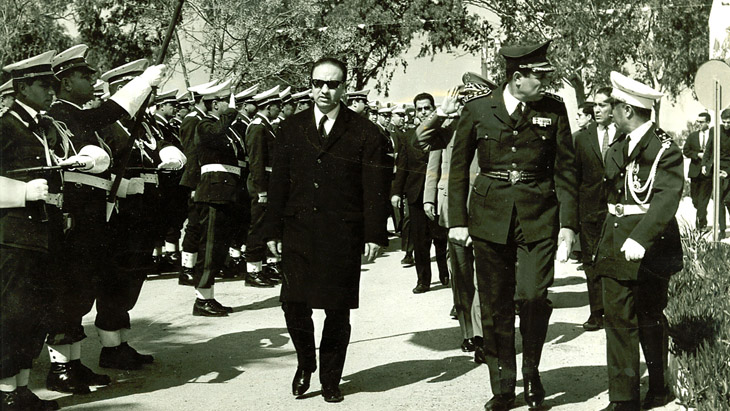
Als Verteidigungsminister

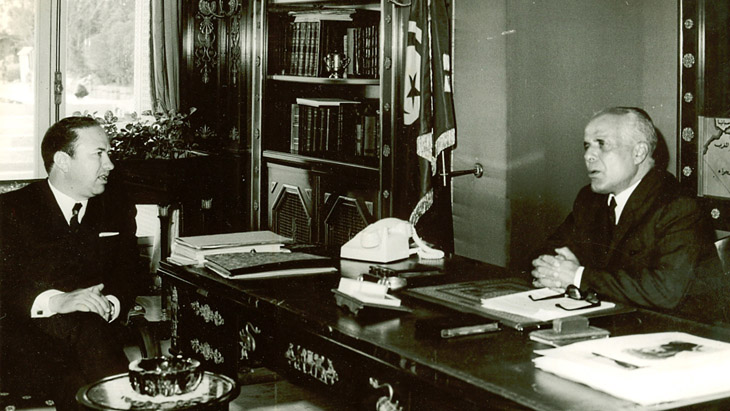
Mit Habib Bourguiba

Essebsi wurde 1941 Mitglied der Jugendorganisation der laizistischen, für die Unabhängigkeit von Frankreich kämpfenden Neo-Destur-Partei des späteren Gründers der Republik Habib Bourguiba. 1942 wurde er Mitglied dieser Partei. Während seines Studiums in Paris war er einer der Anführer der für die Unabhängigkeit eintretenden Studenten. Im Juli 1952 kehrte er nach Tunesien zurück, wurde als Anwalt zugelassen und trat am 3. Oktober des Jahres in die Kanzlei des Neo-Destur-Aktivisten Fathi Zouhir ein. Essebsi begann seine Anwaltsarbeit mit der Vertretung politisch Angeklagter; später wurde er für den Kassationsgerichtshof zugelassen.

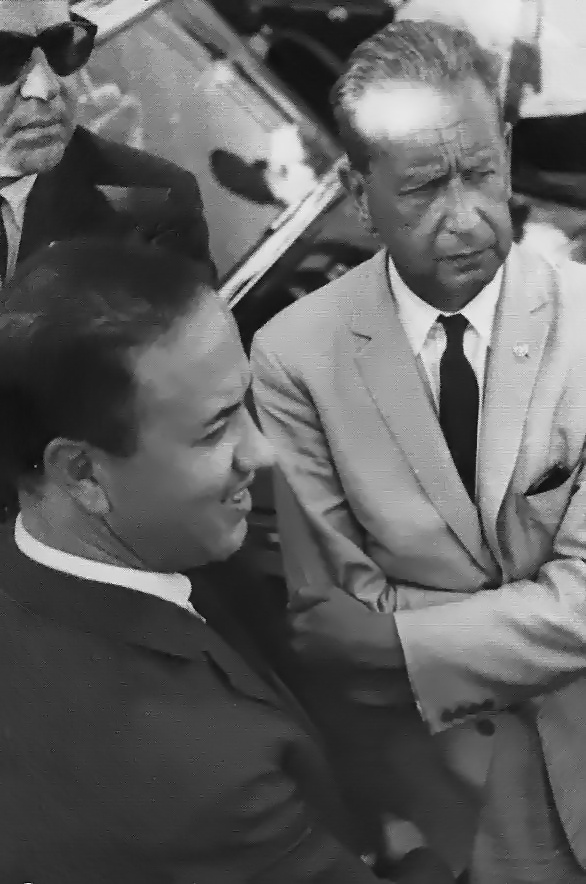
Mit Dag Hammarskjöld (1961)

Seine politische Karriere begann er wie viele politisch aktive Anwälte mit der Unabhängigkeit im März 1956, als er Berater im Stab des Premierministers und späteren Präsidenten Habib Bourguiba wurde. Unter ihm hatte er verschiedene politische Positionen inne, darunter als Chef der Regionenverwaltung und des Sicherheitsdienstes, als der er 1962 die Folgen eines gescheiterten Putschversuchs zu bewältigen hatte. Essebsi diente in der tunesischen Regierung 1965 bis 1969 als Innenminister, 1969/70 als Verteidigungsminister und 1981 bis 1986 als Außenminister.
Dabei war er zwar Teil des autokratischen politischen Systems, bezog aber Position für die Reformorientierten; Wolfgang Günter Lerch konstatiert, Essebsi habe immer als liberale Stimme gegolten, und im Rückblick bezeichnete er sich als „immer frei und unabhängig“: Seit 1970 Botschafter Tunesiens in Paris, legte er Ende 1971 dieses Amt nieder und begründete im Juni 1972 seinen Rückzug öffentlichkeitswirksam in einem Beitrag für die französische Zeitung Le Monde, um Bourguibas Regierung herauszufordern. Er kehrte nach Tunis zurück und wurde 1974 aus der Neo-Destur-Partei ausgeschlossen, nachdem er 1964 ins Zentralkomitee und 1965 ins Politbüro der inzwischen sozialistisch strukturierten Partei aufgenommen worden war. Essebsi gründete 1976 die französischsprachige Zeitung „Démocratie“, die der Bevölkerung des autoritär regierten Landes eine pluralistische politische Kultur näherbrachte, und engagierte sich in den nächsten Jahren in der Tunesischen Menschenrechtsliga. Ob Essebsi sich – wie von ihm angegeben – für die regimekritische, ab 1978 erscheinende Wochenzeitung Errai starkmachte, ist allerdings umstritten.
Nach der Zusicherung von (wenn auch formalem) Parteienpluralismus und Pressefreiheit kehrte Essebsi 1980 wieder in die Neo-Destur-Partei zurück und wurde Staatsminister. 1981 wurde er in der Regierung Mzali Außenminister und blieb das bis September 1986. Er hatte internationale Schwierigkeiten zu bewältigen, als die PLO unter ihrem Anführer Jassir Arafat 1982 nach dem Beginn des Libanonkrieges nach Tunesien floh, dort ihr Hauptquartier bezog und Israel dieses 1985 bombardieren ließ (Operation Wooden Leg). Essebsi trug dazu bei, dass das israelische Verhalten vom UN-Sicherheitsrat einstimmig verurteilt wurde – das einzige Mal, dass die Vereinigten Staaten sich bei einer solchen gegen Israel gerichteten Resolution enthielten, was in Tunesien als sein großer Erfolg aufgenommen wurde. Auch weil die Arabische Liga unter ihrem tunesischen Generalsekretär Chedli Klibi ihren Sitz wegen der israelfreundlichen Politik Anwar el-Sadats nach Tunis verlegte, gewann sein außenpolitischer Kurs Gewicht. Ab 1981 war Essebsi wieder Mitglied des Politbüros der Regierungspartei und wurde 1986 Botschafter Tunesiens in der Bundesrepublik Deutschland.
Nach dem gewaltfreien Sturz Bourguibas durch einen Staatsstreich Ende 1987 schloss sich Essebsi der Partei des neuen Präsidenten Ben Ali an, die als Neuformierung der Neo-Destur und wie bis dahin diese die tunesische Politik fast unbeschränkt dominierte. Unter Ben Ali war Essebsi 1990/91 Präsident der Abgeordnetenkammer, gehörte aber nie dem „Machtklüngel“ Ben Alis an. Er trat bei der Wahl 1994 nicht mehr für seinen Parlamentssitz an und zog sich aus der tunesischen Politik zurück, da er das Gefühl gehabt habe, keine großen Änderungen im politischen System bewirken zu können, wie er 2005 sagte. Fortan praktizierte er wieder als Anwalt, vor allem in Schiedsverfahren.

## Premierminister nach der tunesischen Revolution (2011)

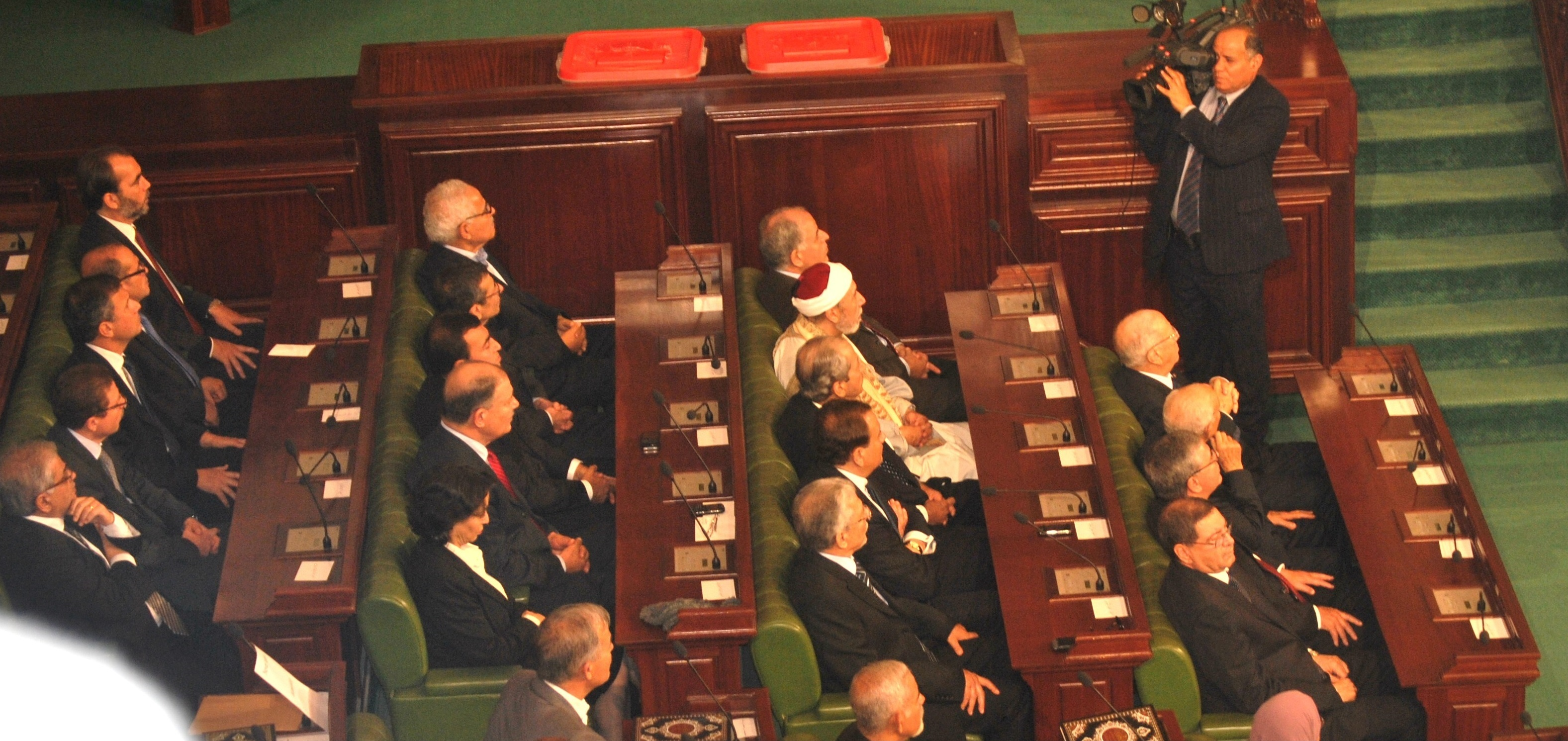
Kabinett Essebsi (2011)

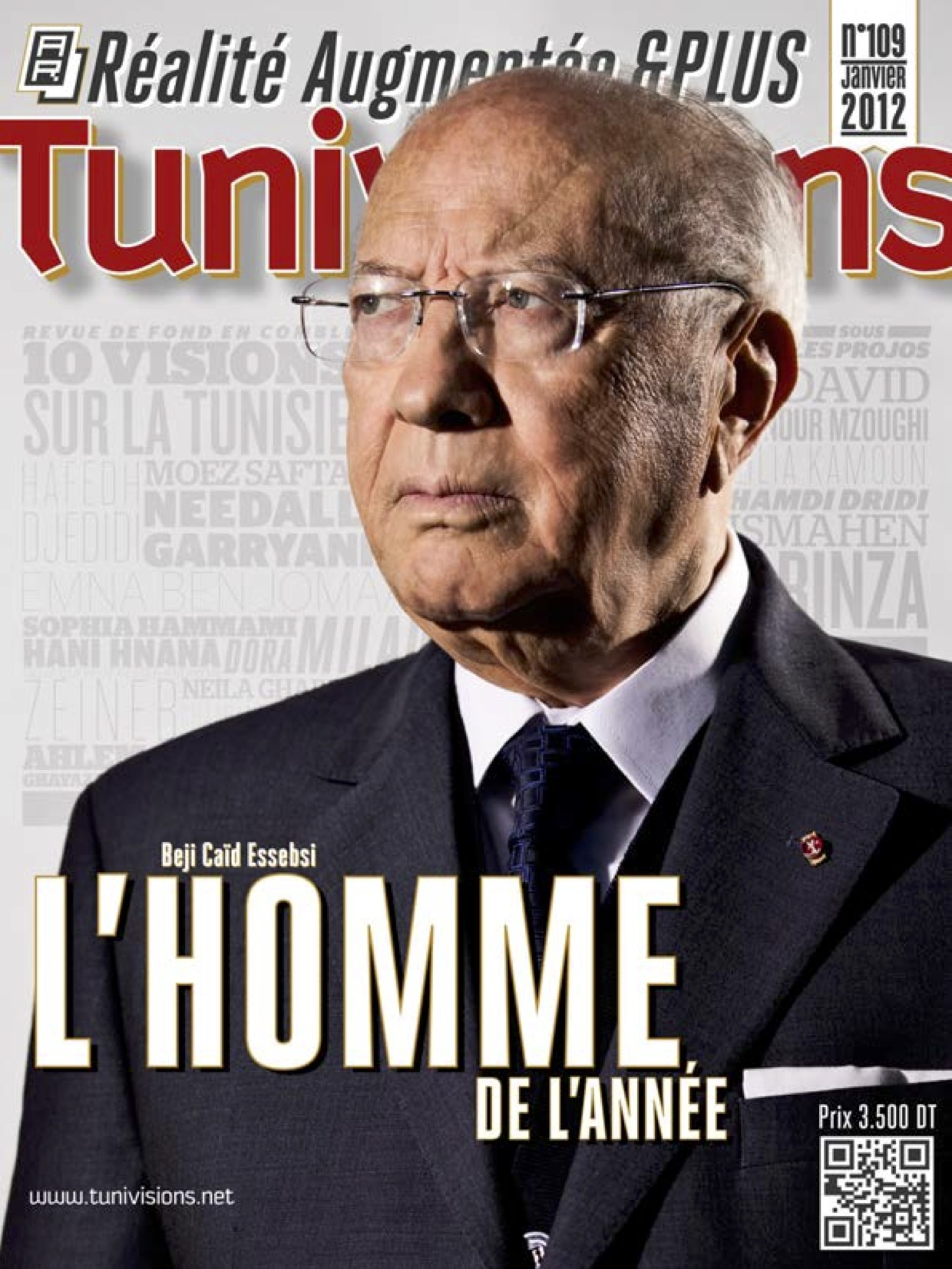
„Mann des Jahres“ im Magazin Tunivisions (Januar 2012)

Erst nach dem Sturz Ben Alis und der Revolution in Tunesien 2010/2011 kehrte der 84-Jährige in die Öffentlichkeit zurück. Er wurde am 27. Februar 2011 vom Übergangspräsidenten Fouad Mebazaa zum ersten Premierminister ohne direkte Kontinuität zum alten Regime ernannt, nachdem sein Vorgänger Mohamed Ghannouchi nach anhaltenden Protesten und Sitzblockaden seines Amtssitzes zurückgetreten war. Essebsi stellte am 7. März 2011 das Kabinett Essebsi vor, das vor allem aus Technokraten bestand und dessen Mitglieder sich verpflichten mussten, nicht bei den für Juli 2011 angekündigten (und Ende des Jahres durchgeführten) demokratischen Wahlen anzutreten. Seiner Regierung gelang es, die ungeordnete revolutionäre Situation zu beruhigen und Wahlen zu organisieren. Am 24. Dezember 2011 wurde er von Hamadi Jebali abgelöst, der nach der ersten demokratischen Wahl in Tunesien zur Verfassunggebenden Versammlung ernannt wurde. Essebsi war der erste Premierminister in der arabischen Welt, der die Macht geordnet an eine demokratisch legitimierte und islamistisch dominierte Regierung übergab.

## Anführer von Nidaa Tounes (2012–2014)
Im April 2012 gründete Essebsi die Partei Nidaa Tounes (dt. Ruf Tunesiens), die als heterogene Sammlungsbewegung der säkularen Opposition gegen die islamische Partei Ennahda nach Ansicht vieler Beobachter von seiner Popularität getragen und zusammengehalten wurde. Die Partei ging als Sieger mit relativer Mehrheit aus der Parlamentswahl 2014 hervor.
Einer der Söhne, Hafedh, hat eine führende Position in der Partei inne und sieht sich Vorwürfen des Nepotismus und fehlenden Engagements ausgesetzt, wurde aber im Mai 2015 zu einem der drei stellvertretenden Parteivorsitzenden bestimmt. Hafedhs Position innerhalb der Partei führte am 9. November 2015 zu deren Spaltung. Kritiker warfen der Familie Essebsi zunehmenden autoritären Charakter und den Aufbau einer Dynastie vor.

## Präsident Tunesiens (2014–2019)

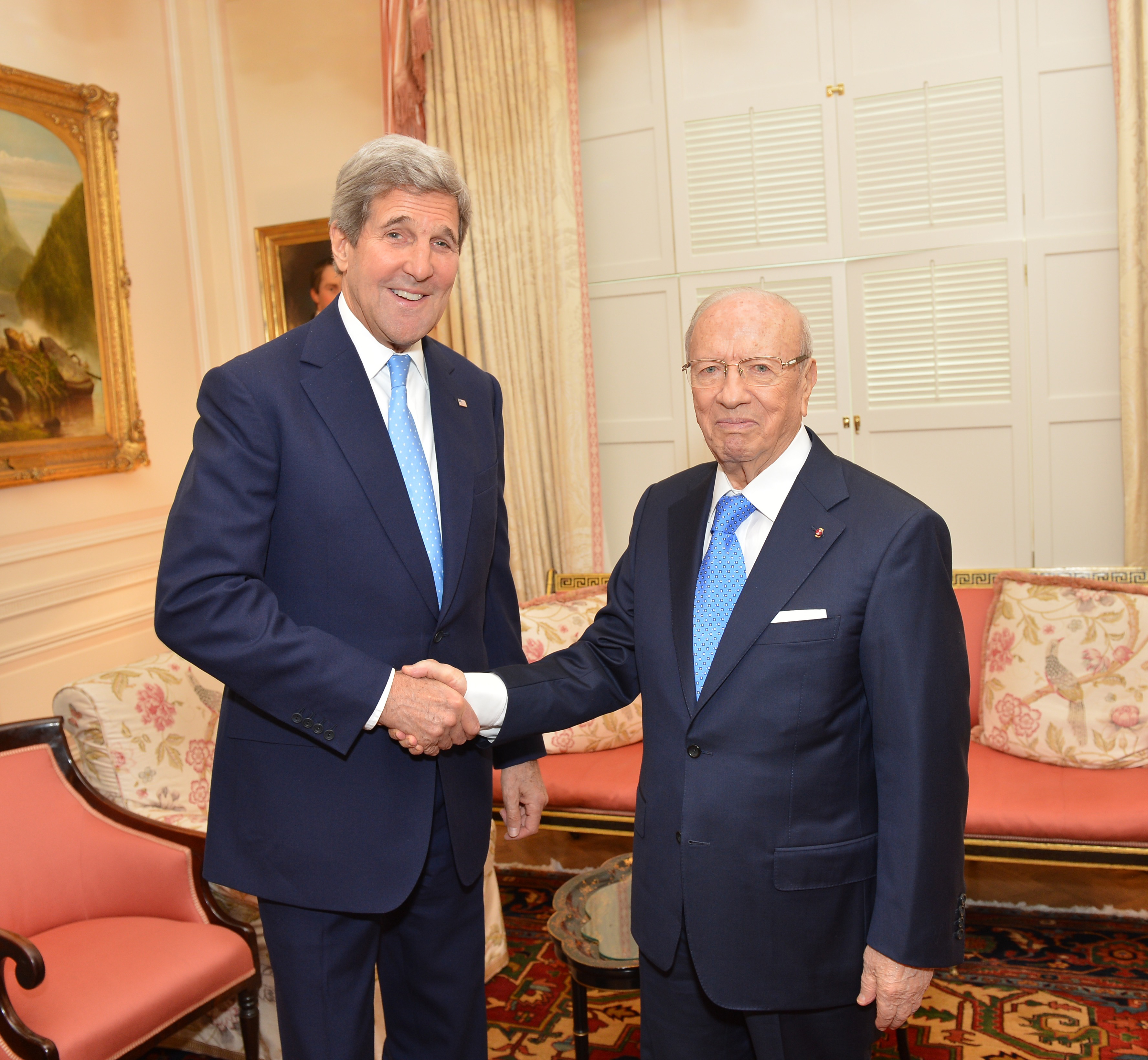
Mit dem amerikanischen Außenminister John Kerry (Mai 2015)

Essebsi trat als Kandidat bei der Präsidentschaftswahl in Tunesien 2014 an und galt – insbesondere nach dem Erfolg bei der Parlamentswahl – als Favorit. Im Wahlkampf stilisierte sich Essebsi als zweiter Bourguiba, indem er das Auftreten des tunesischen Gründungsvaters bis hin zur Wahl der Sonnenbrille, des Akzents bei Reden und zur Weise des Gehens imitierte. Er wurde von vielen Medien unterstützt; so begleitete der Chef des privaten Fernsehsenders Nessma TV, Nabil Karoui, Essebsi auf Wahlkampfveranstaltungen. Im ersten Wahlgang am 23. November vereinigte er mit gut 39 Prozent die meisten Stimmen auf sich und zog in die Stichwahl am 21. Dezember 2014 ein, bei der er mit 55,68 Prozentpunkten den Amtsinhaber Moncef Marzouki (44,32 Prozent) schlug. Er widmete seinen Sieg den „Märtyrern“ der tunesischen Revolution und rief alle politischen Kräfte dazu auf, zusammenzuarbeiten und den Blick nach vorn zu richten, womit er Befürchtungen entgegentreten wollte, er strebe eine Rückkehr zum Autoritarismus an. Essebsi kündigte nach der Wahl an, die Führung der Partei Nidaa Tounes niederzulegen, um als Präsident überparteilich agieren zu können, wie es die tunesische Verfassung von 2014 in Art. 76 vorschreibt. Die Amtsübergabe und Vereidigung fanden am 31. Dezember 2014 statt. Essebsi gab drei politische Ziele an: die Stärkung der Wirtschaft, die Bekämpfung des Terrorismus und die Festigung der Demokratie.
Am 5. Januar beauftragte er den parteilosen Technokraten Habib Essid, der in Essebsis Übergangsregierung 2011 Innenminister gewesen war, die nächste Regierung zu bilden. Das Kabinett Essid nahm, gestützt auf eine breite Mehrheit fast aller Parteien in der Volksrepräsentantenversammlung, am 6. Februar 2015 seine Arbeit auf. Die Regierung vereinte die beiden größten und antagonistischen politischen Strömungen des Landes, die gemäßigten Islamisten und die Säkularisten, was als Elitenkompromiss insbesondere durch die Absprachen Essebsis mit dem Islamistenführer Rached al-Ghannouchi verstanden und als Hemmung des demokratischen Prozesses (Ausbildung von Opposition, Transparenz, Verantwortlichkeit) kritisiert worden ist. Essebsi hatte sich im August 2013 mit Ghannouchi in Paris insgeheim auf einen Ausgleich verständigt, nachdem die politische Stabilität gefährdet schien: Zwei linke, säkulare Politiker Tunesiens, Chokri Belaïd und Mohamed Brahmi, waren ermordet worden, der ägyptische, den Muslimbrüdern angehörende Präsident Mohammed Mursi war einen Monat zuvor gestürzt worden.
Essebsi selbst wurde insbesondere nach dem islamistischen Anschlag in Tunis 2015 als starker Mann in Sicherheitsfragen inszeniert; auf einer Reise in die Vereinigten Staaten im Mai 2015 wurde ihm zugesichert, sein Land zum Major non-NATO ally der USA aufzuwerten, was stärkere militärische und finanzielle Unterstützung bedeutet. Dabei traf Essebsi auch auf Wirtschaftsführer, bei denen er um Investitionen warb. Nachdem 31 bisherige Abgeordnete von Nidaa Tounes im November 2015 die Fraktion in der Volksrepräsentantenversammlung verlassen hatten und Nidaa Tounes damit zur zweitstärksten Fraktion hinter der gemäßigt islamistischen Ennahda zurückgefallen war, verlor Premierminister Essid mit seinem Kabinett Anfang August 2016 das Vertrauen des Parlaments. Es gelang Essebsi daraufhin, ein Mitglied des Parteivorstands von Nidaa Tounes, Youssef Chahed, als Nachfolgekandidaten zu nominieren, der ein Kabinett der Nationalen Einheit vorstellte und mit ihm Ende August die Arbeit aufnahm. Beobachter erklärten die Wahl Chaheds damit, dass Essebsi seine zerstrittene Partei zufriedenstellen wollte, und bescheinigten ihm mit diesem Manöver strategisches Geschick und Anpassungsfähigkeit an eine herausfordernde Lage, in der er die bestehende politische Blockade aufgebrochen habe. Dem Pakt mit den gemäßigten Islamisten schrieb Le Monde zum Ende seines Lebens das Ergebnis zu, dass seine säkulare Sammlungsbewegung zersplitterte und vor der Parlamentswahl im Herbst 2019 keine Nachfolge in Aussicht stand. Dass sein Sohn, der inzwischen an die Spitze von Nidaa Tounes gerückt war, Aussicht auf seine dynastisch wirkende Nachfolge im Präsidentenamt habe, habe Essebsis Ansehen zuletzt geschadet.
Essebsi zeigte seinen Willen zur Einflussnahme in die Tagespolitik, indem er sich öffentlich gegen Äußerungen von Ministern der Regierung stellte. Im Herbst 2015 beendete er die Liberalisierungspläne des Justizministers Mohamed Salah Ben Aïssa mit der Entgegnung, Tunesien werde die Kriminalisierung der Homosexualität nicht aufheben. 2016 widersprach er einer gemeinsamen Erklärung des Innenministers Hédi Majdoub mit dem Golf-Kooperationsrat, die Hisbollah sei eine terroristische Organisation; diese gehöre als Teil der libanesischen Regierung zum „nationalen Widerstand“ gegen die „zionistische Besatzung“ und werde deshalb von Tunesien gegen Israel voll unterstützt. Mitte 2017 erklärte Essebsi, er setze sich dafür ein, dass tunesische Frauen Nicht-Muslime heiraten und zu gleichen Teilen wie Männer erben können, was ihnen bisher – gemäß islamischem Recht – nicht erlaubt ist. Das folge aus der Gleichberechtigung der Geschlechter, die in der Verfassung von 2014 festgelegt ist; Frauen seien die Zukunft des Landes. Essebsis Vorstoß sorgte in der islamischen Welt, insbesondere unter Religionsgelehrten, für Ablehnung; er erhielt aus mehreren Staaten Todesdrohungen.
Seit dem Rücktritt Robert Mugabes im November 2017 war Essebsi weltweit nach Königin Elisabeth II. das Staatsoberhaupt mit dem höchsten Lebensalter. Essebsi gab am 6. April 2019 bekannt, bei der kommenden Präsidentschaftswahl im November nicht wieder als Präsident zu kandidieren, nachdem er aus seiner Partei gebeten worden war, erneut anzutreten. Er erklärte, es sei Zeit für die Jugend; seine Partei solle den Konflikt mit Premier Chahed ausräumen. Wenige Tage vorher hatte Algeriens Präsident Bouteflika – 82-jährig – nach Massenprotesten seinen Rücktritt angekündigt. Im Juni erkrankte Essebsi schwer und hatte mehrere Krankenhausaufenthalte. Am 25. Juli 2019 starb er nach einem weiteren Schwächeanfall in einem Militärkrankenhaus in Tunis. Er hinterließ eine unklare politische Situation, zumal er eine vom Parlament beschlossene kurzfristige Wahlrechtsänderung, die mehrere aussichtsreiche Präsidentschaftskandidaten von der Kandidatur ausgeschlossen hätte, ohne Ausfertigung hinterließ. Essebsis Interimsnachfolge übernahm gemäß Art. 84 der Verfassung der Republik Tunesien der Essebsis Partei angehörende Präsident der Volksrepräsentantenversammlung, Mohamed Ennaceur, für mindestens 45 und höchstens 90 Tage.

## Schriften
Essebsi veröffentlichte 2009 ein bekannt gewordenes Buch über den ersten Präsidenten der Republik Tunesien und seine ambivalente Beziehung zu ihm, „Habib Bourguiba: Le Bon Grain et L’ivraie“ (dt.: Habib Bourguiba: Spreu und Weizen), das Verkaufsrekorde brach. Im Dezember 2016 veröffentlichte die französische Journalistin Arlette Chabot das Buch Tunisie. La démocratie en terre d’Islam („Tunesien – Demokratie auf islamischem Boden“), das Gespräche mit Essebsi und eine Einleitung von ihm enthält. Es richtet sich vor allem an ein ausländisches Publikum und soll diesem die Geschichte und Sonderstellung Tunesiens unter den arabischen Staaten nahebringen und aufzeigen, dass Demokratie mit dem Islam vereinbar ist.